# 瓦伦西亚俱乐部
瓦伦西亚俱乐部（Club Valencia）是马尔代夫足球俱乐部，位于马尔代夫首都马累，俱乐部创建于1979年。球队取得过6次联赛冠军头衔以及4次足协杯冠军头衔。

## 球队荣誉
- 馬爾代夫足球聯賽：6次
  - 1983, 1984, 1985, 1994, 1998, 1999

- 馬爾代夫足總盃：4次

1988, 1995, 1999, 2004